# 上野賢一
上野 賢一（うえの けんいち、英文はKenichi Uyeno 、1927年 - 2012年4月4日）は、日本の医学者、エッセイスト。筑波大学初代皮膚科教授。

## 英文表記がUyenoであるわけ
父親が英国留学した際に、ケンブリッジ大学の教授に勧められUyenoと書くようになったが、それに準じた。本人の今まで6枚あるパスポートとサインは調べたらUyenoとUenoもあったが、パスポート上のサインも同様は両者あった。論文はUyeno Kであった。メリットもあるがデメリットもある。

## 履歴
1927年金沢市に生まれる。父親は旧制金沢医大、現在金沢大学医学部生理学教授 上野一春。父親は生理学教科書を書いており、賢一はそれをみていたという。1947年　第四高等学校理科甲類卒業。1951年、東京大学卒業。1952年　東京大学皮膚科に入局。助手となる。皮膚科を選んだ理由は北村包彦（かねひこ）主任教授に魅せられたからという。三楽病院皮膚泌尿科に出張した時もある。その後ドイツ、キール大学にフンボルト奨学生として留学。主に放射線について研究した。（1961-1964年）。留学中にドイツの60位の都市を訪れた。1960年東京大学 医学博士　論文の題は「老人性皮膚変化の研究」。 1966年東京大学医学部講師、1967年　東京医科大学皮膚科助教授。ここではレントゲンや悪性腫瘍を主に勉強した。（この間、ハイデルベルク大学、ボン大学に留学）（1972年）。1976年　筑波大学皮膚科初代教授。新設大学で、システムを立ち上げるのに苦労した。1991年、定年退職。同大学名誉教授。定年後は再就職は考えなかったが、一時10年程、週に2回勤務していた。脊椎間狭窄症の手術をした後は医師の仕事をやめ、好きなエッセイを書くのをつづけている。

## 主要著書
- 小皮膚科学、皮膚科学　金芳堂　1971 より版を重ねる。　医学生に広く読まれた。
- 老年者の皮膚科診療。近代医学社　1975
- シュタイン直腸肛門学(翻訳）1990、シュプリンガー社

## エッセイ
初出は日本医事新報、いずみ（薬品会社の広報誌）、皮膚科の臨床誌（この雑誌の編集委員を長くつとめた）、皮膚病診療、など。主に自分の経験、仕事、皮膚科の臨床、雑誌の投稿記事、ドイツ留学に関して興味を覚えたこと：自分の意見をストレートに書いていて、時には抗議があったという。
エッセイ集として
- 『随想　深海魚』 1991 （90編以上のエッセイから）
- 『ウェッツラーの坂道から』 　2003 文芸社
- 『めもらんどうむ で　でるまとろぎあ　二十世紀の皮膚科を生きて』　2003 金原出版　ISBN 4-307-15058-9
  - 第1章 memorandum de dermatologia　皮膚科学のメモという意味　第1章　ゲーテのカルテ　第3章常盤線物語 （新設の筑波大学皮膚科の始まりのドタバタを記述）　第4章　筑波大学皮膚科報から　第5章　座談会　第6章　編集後記拾い読み（編集委員をしていた時代のもの）
- 『夕映えの甍』 　2007　岩波出版サービスセンター　自費出版
  - 第1章　海を眺めながら　第2章　小さい思い出　第3章　ゲーテをめぐって　第4章　皮膚科学の回想
- 本になった以外に　皮膚科の臨床誌に数年間にわたりドイツの医師や日本の医師(特に太田正雄）ほか種々の題でエッセイを連載した。没後2013年に終了した。

## 皮膚科の教科書について
1957，8年頃皮膚科の問題集を作った。EM選書といい著者名がでていなかったが、自分の文章のくせがでていたらしく、当てられたことがあった。1958年と1970年に発行された。その前に共著で皮膚病診療指針(1962）、皮膚科治療の実際(1969）を書いた。その後、金芳堂から頼まれて教科書を書いた。約1年かかって1971年に第1版を出した。定年直前に第5版を出した。2002年3月に第7版を出した。

## 業績
- Xeroderma pigmentosum patients belonging to complementation group F and efficient liquid-holding recovery of ultraviolet damage. Nishigori C, Fujisawa H, Uyeno K, Kawaguchi T, Takebe H. Photodermatol Photoimmunol Photomed. 1991 Aug;8(4):146-50.
- Differentiation of the basal cell epithelioma-like changes overlying dermatofibroma. Fujisawa H, Matsushima Y, Hoshino M, Baba T, Uyeno K. Acta Derm Venereol. 1991;71(4):354-6.
- [Long-term follow-up of pyoderma gangrenosum (PG) associated with aortitis syndrome (AOS)]. Fujisawa H, Ichikawa M, Kawashima T, Takase T, Baba T, Uyeno K. Nihon Hifuka Gakkai Zasshi. 1990 Dec;100(14):1445-51. Japanese.
- Sporotrichosis with bilateral lesions. A case report. Takase T, Uyeno K. Mycoses. 1990 Jul-Aug;33(7-8):325-34.
- A monocyte-activation inhibitory factor produced by fibroblasts. Baba T, Naito Y, Uyeno K. J Dermatol. 1990 Jun;17(6):362-9.
- [A case of hereditary angioneurotic edema associated with systemic lupus erythematosus]. Horiuchi S, Baba T, Uyeno K, Shiraishi S. Nihon Hifuka Gakkai Zasshi. 1989 Jul;99(8):921-5. Japanese.
- The murine (C3H/He) epidermal Ia+ dendritic cells (Ia+DECs) and Thy-1+ dendritic cells (Thy-1+DECs) in contact hypersensitivity and aging. Gu SQ, Sakuma M, Naito S, Baba T, Uyeno K. Acta Derm Venereol. 1989;69(1):1-5.
- [Three cases of Sweet's syndrome-like eruption accompanied by myelodysplastic syndrome]. Iijima S, Okubo C, Hoshino M, Sakuma M, Baba T, Uyeno K. Nihon Hifuka Gakkai Zasshi. 1988 Dec;98(14):1483-93. Japanese.
- Monocyte activating factor originally found in sarcoidosis sera. II. Production of a similar factor by a human acute monocytic leukemia cell line (THP-1). Baba T, Matsushima Y, Baba A, Hanada T, Uyeno K. J Dermatol. 1988 Dec;15(6):503-7.
- Monocyte activating factor originally found in sarcoidosis sera. I. Production of a similar factor by monocytes pretreated with interleukin 1. Baba T, Matsushima Y, Onozaki K, Baba A, Uyeno K. J Dermatol. 1988 Dec;15(6):497-502.
- Resolution of cutaneous lesions of granuloma annulare by intralesional injection of human fibroblast interferon. Baba T, Hoshino M, Uyeno K. Arch Dermatol. 1988 Jul;124(7):1015-6.
- Chromomycosis. A case with a widespread rash, lymph node metastasis and multiple subcutaneous nodules. Takase T, Baba T, Uyeno K. Mycoses. 1988 Jul;31(7):343-52.
- [Chromomycosis--a case showing many fungal elements in the scales]. Takase T, Baba T, Uyeno K. Nihon Hifuka Gakkai Zasshi. 1988 Jun;98(7):683-8. Japanese.
- Monocyte-modulating activities in the sera of patients with granuloma annulare. Baba T, Yamaguchi K, Hoshino M, Uyeno K. J Dermatol. 1988 Jun;15(3):248-51.
- Reticulate hyperpigmentation distributed in a zosteriform fashion: a new clinical type of hyperpigmentation. Iijima S, Naito Y, Naito S, Uyeno K. Br J Dermatol. 1987 Oct;117(4):503-10.

## 家族
長男慶一は画家。次男、眞二、三男は秀夫という。